# Michael und die Tredizianer
Michael und die Tredizianer ist ein Science-Fiction-Hörspiel des Westdeutschen Rundfunks und der Edition Galaxis von 1975. Es entstand zugunsten der Deutschen Krebshilfe. Als Autor wird Dieter Ludwig genannt, Regie führte Dieter Klooss. 
Das Hörspiel, obschon von einer Hörfunkanstalt produziert, wurde nie im Radio gesendet, sondern erschien ausschließlich auf Schallplatten und Audiokassetten der Ariola. 

## Inhalt
Michael, Aja und Oja haben ihre Ferien auf dem Uranus verbracht. Auf der Rückreise wird ihr Raumschiff von den Bewohnern eines Jupiter-Asteroiden gekapert. Nach wunderlichen Abenteuern bei den Tredizianern (zum Teil in einer virtuellen Video-Märchenwelt) gelingt den Entführten, die noch auf Monate festgesetzt werden sollen, die Flucht.

## Sprecher
Die Sprecherriege des Hörspiels, die zugunsten des guten Zwecks ebenso wie die weiteren Künstler geschlossen auf ihre Gage verzichtete, bot eine große Zahl bekannter Stimmen auf. In tragenden Rollen zu hören sind Gert Fröbe, Agnes Fink, Hans Clarin, Elisabeth Flickenschildt, René Deltgen, Thomas Frohn, Ingrid Andree, Peter René Körner, Hildegard Krekel, Boy Gobert, Frank Elstner und Peter Rubin. Eine der Kinderrollen wurde mit Cornelia Scheel, der Tochter von Mildred und Walter Scheel, besetzt.

## Besonderheiten
In der Literaturwissenschaft wird das Werk als ein Grenzfall innerhalb des Science-Fiction-Hörspiels genannt, weil hier ein starker Akzent auf der von Heinz Geese geschriebenen Musik liegt: je nach Sichtweise scheint hier auch die Grenze zum Musical erreicht.

## Musik
Das Hörspiel enthält folgende Lieder:
1. Abschiedssong (sowohl einleitend als Abschiedslied vom Uranus als auch als musikalischer Ausklang des Hörspiels)
2. Frequenzangleichungs-Song (erste Begegnung mit den Tredizianern)
3. Vorstellungs-Song der Märchenfiguren
4. Schokoladen-Song (ein Lied über den Drachen Karl-Eduard, der als Hauptbeschäftigung Schokolade verflüssigt)

## Ausgaben
- Michael und die Tredizianer (Baccarola/Ariola), Schallplatte 89 099 XT
- Michael und die Tredizianer (Baccarola/Ariola), Musikkassette MC 55 595 XT